# Баллиджа (Ходжалинський район)
Баллиджа (азерб. Ballıca), зустрічається також Балуджа — село у Ходжалинському районі Азербайджану. Село розташоване на на ділянці Ханкенді — Гейвали.
9 червня 1992 р. під час літнього наступу азербайджанських військ при обороні Баллиджи загинув Володимир Балаян. В успішній обороні Баллиджи брав участь Артур Гургурян.

## Пам'ятки
- В селі розташована церква Св. Аствацаціна (1850 р.), старовинні кладовища, хачкари, гробниці та інше.